# 西五辻文仲

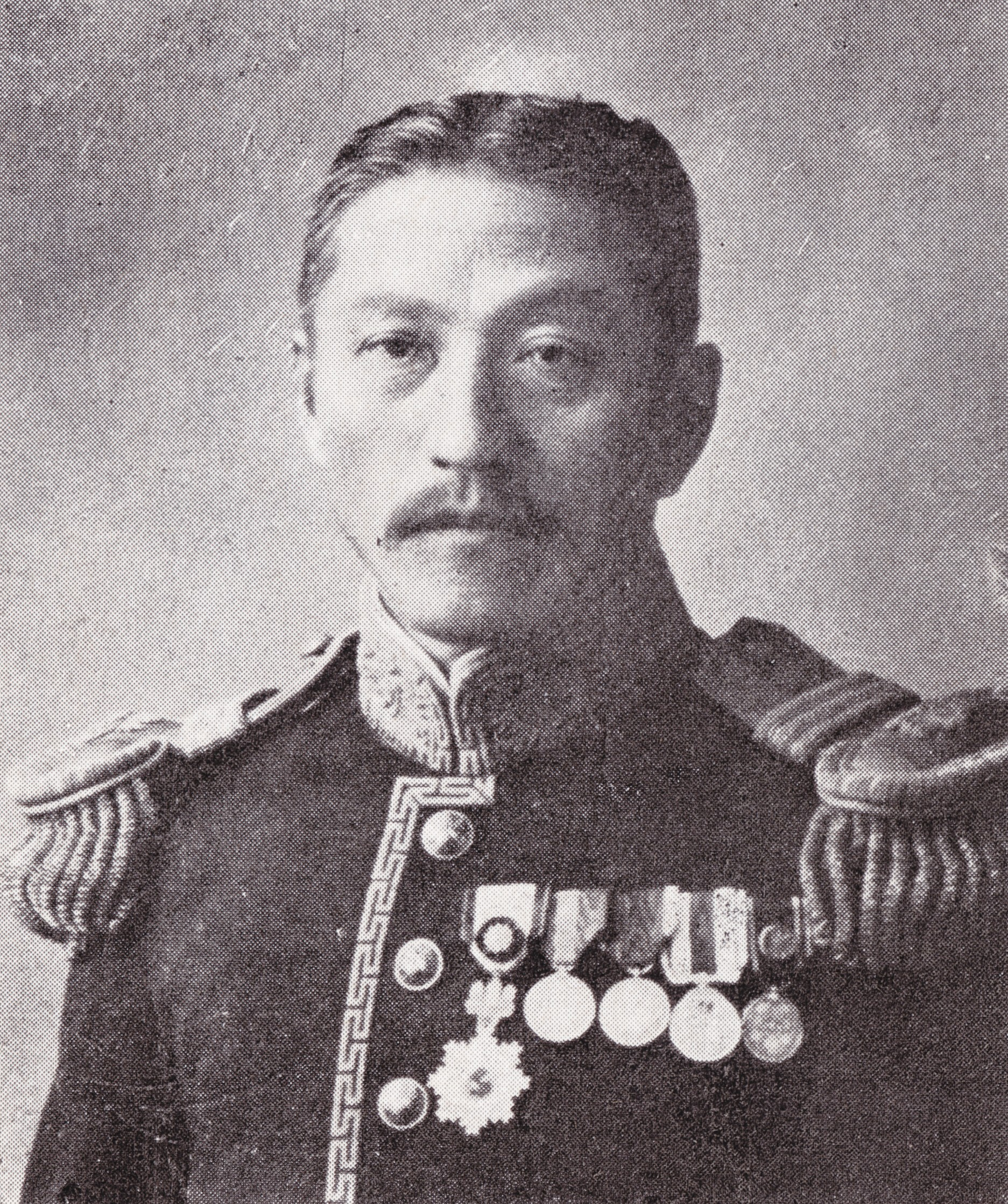
西五辻文仲（大正頃）

西五辻 文仲（にしいつつじ あやなか）は、明治期の宮内官、政治家、奈良華族。貴族院男爵議員。旧姓・五辻、幼名・亀麿、旧名・清純。

## 経歴
山城国京都で五辻高仲の三男として生まれる。興福寺明王院住職となるが、慶応4年4月（1868年）復飾を命ぜられ、春日社新社司となる。明治2年12月（1870年1月）、華族に列し西五辻家を創建した。明治3年9月22日（1870年10月16日）元服し昇殿を許された。1876年5月、永世華族となり、1884年7月8日、男爵を叙爵した。
開成学校でドイツ学を修め、1873年、宮内省九等出仕となる。以後、宮中祗候、歌御会始講頌、青山御所勤務、日本大博覧会評議員などを務めた。
1890年7月10日、貴族院男爵議員に選出され、1911年7月9日まで三期在任した。1933年12月11日に隠居した。

## 親族
- 父：五辻高仲
  - 兄：五辻安仲（子爵）[8]
- 妻：西五辻為子（裏松勲光二女）[1]
  - 長男：西五辻美仲（早世2歳）
  - 長女：西五辻貞子（早世2歳）
  - 次女：西五辻幸子（早世2歳）
  - 三女：山口正子（男爵山口豊男夫人）[1][6]
  - 次男：西五辻朱仲（嫡男）
  - 三男：西村敬仲
  - 四女：説田桃子（説田彦助夫人）[1][6]
  - 五女：原清子（原正年夫人）
  - 六女：石本留子（石本貫一夫人）
  - 養子：西五辻光仲（男爵）[1]